# Juan Manuel Moscoso y Peralta
Pour les articles homonymes, voir Moscoso et Peralta.
Juan Manuel Moscoso y Peralta, né le 6 janvier 1723 à Arequipa (ou Moquegua) au Pérou et décédé le 24 juillet 1811 à Grenade (Espagne),  est un prêtre catholique originaire de la vice-royauté du Pérou. Évêque catholique à Arequipa (1769), puis à Cuzco (1778) dans son pays natal il devient archevêque de Grenade (en Espagne) en 1789, et le reste jusqu'à sa mort.

## Biographie
Après avoir étudié au Colegio Real de San Martín de la ville de Lima (capitale de l'empire colonial espagnol), il obtient un doctorat en théologie à l'université jésuite de Cuzco. Il a été professeur à l'université de San Marcos et chanoine, trésorier et archidiacre de la cathédrale de Lima. 
Le 15 octobre 1769, il est nommé évêque auxiliaire d'Arequipa, confirmé comme tel le 12 mars 1770 avec le titre d'évêque de Tricomie (de) et consacré l'année suivante. Cependant, il ne put exercer le ministère à Arequipa, puisque le 17 juin 1771 il fut proclamé évêque de Córdoba del Tucumán (Argentine), siège qu'il occupa effectivement le 22 août 1773. 
Le 28 septembre 1778, il est intronisé évêque de Cuzco au Pérou. où il doit faire face aux conséquences de la rébellion indigène dirigée par Túpac Amaru II. En fait, il fut accusé de favoriser la révolte et, bien que les accusations contre lui n'aient pas été prouvées, il se rendit en Espagne le 18 mai 1789 afin de se justifier auprès du roi Charles IV qui lui décerna la Grand-Croix de l'Ordre de Charles III et, de plus, le recommanda pour l'archidiocèse de Grenade.
Archevêque de Grenade à partir du 3 août 1789, il le resta jusqu'à sa mort en 1811, sans plus retourner au Pérou. Dans la commune de Víznar, près de Grenade, il fit construire un palais de plaisance en 1795 appelé le 'Palais de Cuzco'.